# Urban Stoltz
Urban Stoltz (* 20. Juli 1965) ist ein ehemaliger schwedischer Fußballspieler. Der Abwehrspieler bestritt seine Karriere nahezu ausschließlich in Schweden, war aber auch kurzzeitig in Singapur aktiv. Er bestritt 41 Spiele in der Allsvenskan und erzielte dabei zwei Tore.

## Werdegang
Stoltz debütierte 1983 in der Wettkampfmannschaft des südschwedischen Klubs Helsingborgs IF, der seinerzeit in der zweitklassigen Division 2 Södra antrat. Zunächst noch Ergänzungsspieler entwickelte er sich bis 1986 zum Stammspieler, in jenem Jahr stieg er jedoch mit der Mannschaft in die dritte Liga ab. Zwar setzte sich der Klub dort direkt im vorderen Tabellenteil fest, erst mit dem Staffelsieg 1989 kehrte er in die Zweitklassigkeit zurück. Mit einem Saisontor in 24 Saisonspielen hatte Stoltz dabei zum Wiederaufstieg beigetragen. In der folgenden Spielzeit absolvierte er 22 der 26 Saisonspiele, am Saisonende fehlte ein Punkt auf Staffelsieger BK Häcken zur Teilnahme an der Aufstiegsrunde zur Allsvenskan.
Aufgrund einer Ligareform war die Spielzeit 1991 in eine Frühjahr- und Herbstserie getrennt. In der Herbstserie qualifizierte sich der Verein als Tabellenführer für die Aufstiegsrunde zur ersten Liga. Dort besiegte sie zunächst BK Häcken und IK Brage, in der abschließenden dritten Runde setzte sich jedoch der Göteborger Verein Västra Frölunda IF aufgrund der Auswärtstorregel durch. Auch 1992 zog die Mannschaft in die Aufstiegsrunde ein, dieses Mal war sie mit zwei Siegen gegen IFK Sundsvall in der letzten Runde erfolgreich, Stoltz stieg mit ihr nach 191 Ligaspielen in zweiter und dritter Liga in die Allsvenskan auf. Im ersten Jahr kam er noch auf 19 Erstligapartien, in den folgenden Jahren reduzierte sich die Anzahl. Zur Vizemeisterschaft hinter IFK Göteborg in der Spielezeit 1995 hatte er lediglich in fünf Spieleinsätzen beigetragen. Im August 1996 verließ er nach 232 Spielen für Helsingborgs IF, in denen er zehn Tore erzielt hatte, sein Heimatland und schloss sich dem Tiong Bahru FC aus Singapur an.
Nach knapp einem halben Jahr in Asien kehrte Stoltz im Frühjahr 1997 nach Schweden zurück und schloss sich dem seinerzeitigen Drittligisten Landskrona BoIS an, bei dem er sich auf Anhieb als Stammspieler etablierte. Mit diesem stieg er am Ende des Jahres in die zweite Liga auf. Mit einem Punkt Rückstand auf Kalmar FF verpasste er mit der Mannschaft am Ende der Spielzeit 1998 trotz der besseren Tordifferenz den direkten Durchmarsch in die Allsvenskan, auch in den Relegationsspielen war sie Dank zweier Niederlagen gegen Trelleborgs FF nicht erfolgreich. In der Spielzeit 1999 stand er in allen 26 Spielen auf dem Feld, als Tabellenfünfter qualifizierte er sich mit dem Klub für die neu eingeführte eingleisige Superettan als zweithöchste Spielklasse. Hier bestritt er noch eine Spielzeit, als Tabellenvierter verpasste er mit der Mannschaft hinter Mjällby AIF die Relegationsspiele zur Allsvenskan. Nach 90 Spielen und neun Ligatoren für Landskrona BoIS beendete er seine Profilaufbahn.
Nach dem Ende seiner aktiven Laufbahn reüssierte Stoltz bis Ende 2004 bei Landskrona BoIS als Trainerassistent, war aber zeitweise weiterhin für den Amateurverein Asmundtorps IF aktiv. Später arbeitete er als Trainer im Amateurbereich. 2012 stieg er mit Hittarps IK in die Fünftklassigkeit auf.